# New Vision
New Vision est l'un des deux principaux quotidiens ougandais à diffusion nationale. Il a été fondé en 1986. Contrôlé à 53 % par l'État ougandais, il défend les positions du gouvernement de Yoweri Museveni.